# Lise (Mujer con sombrilla)
Lise, también conocido como Lise con sombrilla, es un óleo sobre tela pintado por el artista francés Pierre-Auguste Renoir, en 1867 durante su periodo inicial en el Salón. La pintura muestra a su modelo Lise Tréhot de cuerpo entero posando en un bosque. Lleva un vestido de muselina blanco y sujeta una sombrilla de encaje negro para protegerse del sol, cuya luz se filtra través de las hojas, contrastando su cara en la sombra y su cuerpo a la luz, destacando su vestido más que su rostro. Después de que varias de sus pinturas fueran rechazadas por el Salón, Lise fue finalmente aceptada y exhibida en mayo de 1868.
La pintura fue una de las primeras obras de Renoir exitosas entre la crítica. En este tiempo, la técnica de Renoir todavía estaba influida por Gustave Courbet, pero continuará desarrollando su estilo pictórico único, de suave luminosidad tamizada, a la cual regresará en El columpio (1876) y Baile en el Moulin de la Galette (1876). El retrato casi a tamaño natural y el contraste inusual en Lise llevaron a varios críticos a ridiculizar el trabajo. Théodore Duret, un seguidor apasionado del naciente Impresionismo, compró la pintura de Renoir, que era incapaz de venderla. Karl Ernst Osthaus, un mecenas alemán del arte de vanguardia, adquirió Lise en 1901 para el Museo Folkwang.

## De fondo
Pierre-Auguste Renoir (1841–1919) creció en París. Su padre trabajaba como sastre y su madre como costurera. Renoir se formó como pintor sobre porcelana pero la Revolución Industrial reemplazó a los pintores de porcelana por máquinas. Trabajaba como artista comercial decorativo durante el día mientras aprendía a pintar por la noche. A principios de los años 1860, pasaba su tiempo libre estudiando y copiando pinturas en el Louvre y trabajando en el estudio de Charles Gleyre, pasando dos años en el École des Beaux-Arts. Renoir empezó a enviar su trabajo al Salón en 1863. Su primera presentación, Ninfa y Fauno, fue rechazado, lo que llevó a Renoir a destruir su pintura. El año siguiente, Renoir probó otra vez, entregando La Esmeralda al Salón de 1864. A pesar de su aceptación, Renoir una vez más destruyó la pintura. Dos trabajos, Retrato de William Sisley (1864) y Soirée d'été, fueron aceptados por el Salón de 1865.
A mediados de los 1860, Renoir conoció a Lise Tréhot a través de su amigo, el artista Jules Le Coeur, quien era amante de Clémence, la hermana de Lise. De 1865 a 1872, Lise modeló para Renoir y fue su amante. Entretanto, Renoir continuó afrontando el rechazo en el Salón con Paysage avec deux figures (1866) y Diana (1867), dos trabajos con Lise como modelo. El trabajo innovador de Renoir como impresionista le trajo el ridículo y la pobreza, siendo incapaz de vender sus pinturas. Sobrevivió dedicándose a pintar retratos para mecenas adinerados. El Salón y la comunidad artística en general tardarían cuarenta años en reconocer sus contribuciones al arte moderno.

## Desarrollo y exposición

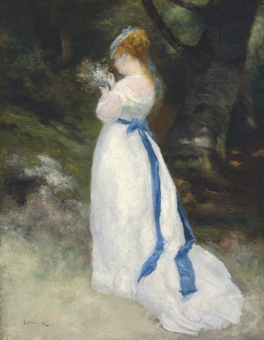
Retrato de Lise (Lise con un ramo de flores silvestres) (1867), la pintura hermana de Lise.

Renoir tenía 26 años cuando empezó a pintar Lise en el verano de 1867, posiblemente en agosto. No está claro si la pintura fue hecha en el Bosque de Fontainebleau, cerca de Chailly-en-Brie, cerca de Bourron-Marlotte o en Chantilly.
  Además, se desconoce si la pintura fue completada en el estudio o en plein air. El amigo de Renoir, Edmond Maître, envió un mensaje a Frédéric Bazille (1841–1870) sobre su técnica durante aquel verano, escribiendo que Renoir "pintaba extrañamente, habiendo cambiado la trementina por un sulfato vil y abandonado la espátula por la pequeña syringue [pincel delgado] que conoces".
Lise fue aceptado por el Salón de 1868, y recibió críticas favorables, pero según el historiador del arte Gary Tinterow, "el jurado había estigmatizado a Renoir como rebelde, junto con Courbet, Manet, y Monet." Durante la exposición en el Salón, Lise, junto con pinturas de Bazille y Monet, fueron trasladadas a una galería remota conocida como el "vertedero de basura" (dépotoir). Cuando el trabajo de Renoir fue exhibido por el Salón en los inicios de su carrera, a menudo sus pinturas eran intencionadamente colgadas en áreas como esquinas y sitios altos donde era difícil para el público ver y recibiría menos atención.

## Descripción
El historiador del arte John House anota que el trabajo "explora los límites entre el retrato y la pintura de género". Lise es un retrato de cuerpo entero, casi a tamaño natural, de una mujer joven, en un claro del bosque. Lleva un pequeño sombrero de paja con cintas rojas, y un vestido de muselina blanco con una faja larga y negra; el vestido está modestamente abotonado hasta el cuello y tiene mangas largas trasparentes.  Lise lleva una sombrilla de encaje negro que da sombra a su cabeza mientras el cuerpo queda a la luz intensa del sol, de pie sobre un parche de hierba. Las iniciales del pintor, "AR", están marcadas en el tronco del árbol a la sombra detrás de ella.
La decisión de Renoir de nombrar la pintura utilizando sólo el primer nombre de su modelo indica, según House, que esta no es una pintura de retrato tradicional, cuando tales trabajos típicamente utilizaban apellidos o iniciales. Al utilizar el nombre de Lise como título, House argumenta que Renoir señalaba su estado como amante (o su pareja sentimental soltera).

## Recepción crítica
A finales de los 1860, Renoir seguía en proceso de desarrollar su propio estilo y técnica. Los críticos notaron que Lise, como muchas de sus primeras pinturas, El cabaret de la mère Antony à Bourron-Marlotte (1866) y Diana (1867), muestra la influencia de otros artistas, especialmente el pintor realista Gustave Courbet.  El crítico de arte Zacharie Astruc, que era también amigo de Renoir, describió Lise como la "simpática chica parisina en el bosque". Astruc y Émile Zola vieron a Lise como una continuación de la Camille de Claude Monet (1866), con Astruc considerando a Lise como parte de una "trinidad", empezando con la pintura de Édouard Manet de 1863 Olympia (seguida por Camille y Lise).
No hubo oposición importante a Lise en el Salón. Tinterow atribuye las críticas a la pintura de Renoir a su  decisión de dejar en sombra el rostro de Tréhot y enfatizar en cambio el reflejo del sol en su vestido blanco. Varios críticos notaron este contraste inusual y ridiculizaron el aspecto de Tréhot. En Le salon verter rire, el caricaturista André Gill comparó a Tréhot en Lise como "un buen queso semisuave para pasear", mientras Ferdinand de Lasteyrie describió la pintura como "la figura de una mujer gorda vestida de blanco".

## Otros trabajos

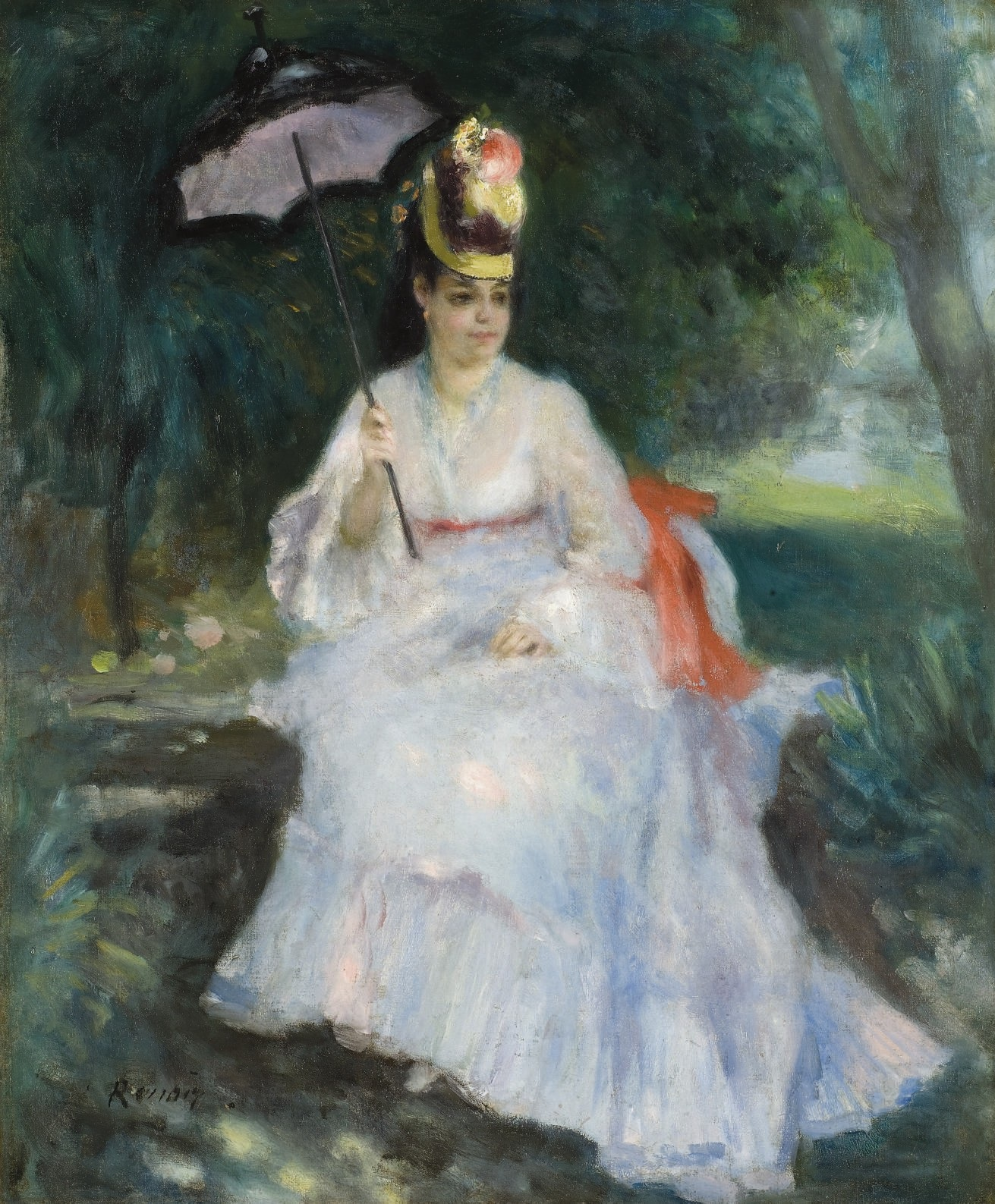
Mujer con sombrilla en el jardín (1872).

Una pintura hermana, Retrato de Lise (Lise con un ramo de flores silvestres) (1867), fue pintado al mismo tiempo que la más grande Lise. En ambos trabajos, aparece en el bosque llevando el mismo vestido y pendientes, pero en Retrato de Lise lleva una faja azul. Una pintura posterior, Mujer con sombrilla sentada en el jardín (1872), presenta a Lise sentada, posando con un vestido parecido con una faja roja, sombrero, y parasol.
Lise fue la primera pintura de Renoir en presentar una figura humana sobre la que se derrama la luz filtrada a través de las hojas, cayendo desde arriba. Trabajos similares son El columpio (1876) y Baile en el Moulin de la Galette (1876). House indica la semejanza temática y narrativa entre Lise y El paseo (1870), con las expectativas de la mujer esperando en Lise cumplidas en El paseo con un privado, romántico paseo de enamorados por el bosque, un tema popular del siglo XVIII.

## Procedencia
Renoir fue incapaz de vender la pintura hasta que Théodore Duret le ofreció 1.200 francos por el trabajo en 1873. Duret era conocido como "uno de los defensores más tempranos y ardientes" de los impresionistas. Duret lo vendió a Paul Durand-Ruel en París en 1900, que lo pasó al comerciante Paul Cassirer en Berlín en 1901. Aquel mismo año, Karl Ernst Osthaus, un mecenas de la vanguardia europea, pagó 18.000 marcos de oro por Lise y lo trajo a su Museo Folkwang en Hagen, Alemania. La pintura fue trasladada a Essen cuando el museo fue reubicado en 1922.